# المصنعة (جحانة)

تعديل مصدري - تعديل

المصنعة هي إحدى قرى عزلة اليمانية السفلى بمديرية جحانة التابعة لمحافظة صنعاء، بلغ تعداد سكانها 993 نسمة حسب تعداد اليمن لعام 2004.